# Burg Steinhausen (Korschenbroich)
Das Haus Steinhausen ist ein abgegangenes Herrenhaus im Korschenbroicher Stadtteil Steinhausen in Nordrhein-Westfalen. Es war eine ehemalige Hofsfeste mit einem dreiflügeligen geschlossenen Wirtschaftskomplex, einen längsrechteckiger Innenhof, sowie einem Herrenhaus an der Nordseite. Erhalten sind davon noch zwei Böschungskanten.
1382 und 1392 wird Haus, Gut bzw. Burg Steinhausen erstmals erwähnt. Es war ein Ritterlehen von Liedbergs mit 67 Morgen Land. Von ihr als Gut Steinhausen ist seit 1460 zu lesen. Es war ein landtagsberechtigter Rittersitz. Das Anwesen existierte später noch als Bauernhof. Um 1800 wurde ein Teil des Hofes (Looshof) abgebrochen, das Land verkauft und zwischen 1866 und 1896 vollständig abgerissen. Der Burgstall der etwa 60 mal 80 Meter großen Anlage ist unbebaut heute als Bodendenkmal der Stadt Korschenbroich ausgewiesen.